# Minus One
Ne doit pas être confondu avec Godzilla Minus One.
Minus One est un groupe de rock chypriote.

## Composition du groupe
Il est composé de cinq membres :
- François Micheletto (chant)
- Kháris Pári (guitare)
- Konstantínos Amerikános (guitare et chant)
- Antónis Loïzídis (basse)
- Christóforos Ioannídis, « Chris J » (percussions)

Le chanteur, François Micheletto, participe à la cinquième saison de The Voice : La Plus Belle Voix diffusée sur TF1 à partir de janvier 2016.

## L'Eurovision
En 2015, ils participent à l'émission de télévision Eurovision Song Project pour tenter de représenter leur pays à l'Eurovision 2015. Ils parviendront à se hisser en finale, sans toutefois gagner la compétition (ils termineront à la troisième place).
Le 4 novembre 2015, le groupe est choisi pour représenter Chypre au Concours Eurovision de la chanson 2016 à Stockholm, en Suède.
La chanson qui représente le pays est intitulée Alter Ego. L'auteur de celle-ci est Thomas G:son, à qui le public doit déjà le titre Euphoria, la chanson de Loreen, vainqueur de l'Eurovision 2012.
Ils participent à la demi-finale, le 10 mai 2016 où ils réussissent à être qualifiés pour la finale du 14 mai. Finalement, ils terminent le concours à la 21e position avec 96 points.